# Tour de Al Zubarah
El Tour de Al Zubarah (oficialmente: Tour of Al Zubarah) es una carrera ciclista que se disputa en Catar
Desde su creación en 2013 pertenece al UCI Asia Tour, dentro la categoría 2.2 (última categoría del profesionalismo).

## Palmarés
| Año  | Ganador                  | Segundo       | Tercero       |
| ---- | ------------------------ | ------------- | ------------- |
| 2013 | Yousef Mirza Bani Hammad | Martin Weiss  | Kristjan Fajt |
| 2014 | Azzedine Lagab           | Kristjan Fajt | Martin Weiss  |
| 2015 | Maher Hasnaoui           | Eugen Wacker  | Naser Rezavi  |

## Palmarés por países
| País                   | Victorias |
| ---------------------- | --------- |
| Emiratos Árabes Unidos | 1         |
| Argelia                | 1         |
| Túnez                  | 1         |